# Johannes Agricola
Johannes Agricola, (originariamente Schneider, poi Schnitter) (Eisleben, 20 aprile 1494 – Berlino, 22 settembre 1566), è stato un umanista, teologo e riformatore protestante tedesco.
Alcune fonti indicano come data di nascita il 1490 o il 1492.
Fu seguace e confidente di Martin Lutero, di cui divenne poi antagonista in materia dell'applicazione della legge biblica ai cristiani.
Varianti comuni del suo nome sono Johann Schneider (o Schnitter, Sneider, Schneyder), Johann Agricola, Johannes Eisleben o Magister Islebius (per il suo luogo di nascita), o ancora Hans Bauer (traduzione del suo nome latinizzato Johannes Agricola).

## Biografia

### Formazione
Figlio del mastro sarto Albrecht Schnitter, nacque ad Eisleben (Sassonia-Anhalt), città natale di Lutero, nel 1494. Dapprima frequentò il Martineum di Braunschweig per poi passare nel 1506 ad una scuola di Lipsia. Nel semestre invernale del 1509 si immatricolò all'università di Lipsia per iniziare lo studio delle arti liberali.
Dopo la conclusione dei suoi studi, con l'ottenimento del primo titolo accademico, il baccellierato, diventò insegnante a Braunschweig. Nella primavera del 1516 si immatricolò all'Università di Wittenberg, dove divenne allievo entusiasta di Martin Lutero. Dapprima si iscrisse alla facoltà di arti liberali, dove all'inizio del 1516 gli venne conferita la laurea magistrale. Qui fece la conoscenza di Philipp Melanchthon, con cui il 13 ottobre 1519 conseguì il baccellierato in teologia.

### Ruolo nella Riforma
Dopo aver acquisito i titoli accademici tenne lezioni alla facoltà di teologia, fu direttore del Pädagogium dell'università, e lavorò come predicatore. Già nel 1518 pubblicò la traduzione luterana del Padre nostro. Nel corso dei suoi studi Agricola assisté alla pubblicazione delle 95 tesi e della disputazione di Lipsia come segretario personale di Lutero.
Fu presente anche quando Lutero il 10 dicembre del 1520 bruciò la bolla papale Exsurge Domine, con la quale papa Leone X lo minacciava di scomunica qualora non avesse ritrattato buona parte delle sue 95 tesi. Agricola contribuì inoltre a procurare i libri di diritto canonico che vennero dati alle fiamme assieme alla bolla papale di fronte alla Elstertor di Wittenberg. Nel 1521, durante l'assenza di Lutero, che si trovava nel castello di Wartburg, Agricola incominciò lo studio della medicina, ma dopo due anni - su intervento della moglie e di Justus Jonas Senior - tornò allo studio della teologia. Nel 1520 pubblicò una Dialettica presso la facoltà di arti liberali di Melantone e nel 1525 un commentario al vangelo secondo Luca.
Tuttavia Agricola non riuscì a trovare alcun incarico di insegnamento a Wittenberg, così nel 1525 divenne curato della chiesa di S. Nicolao e direttore della nuova scuola di latino di S. Andrea, istituita nella vecchia Superintendententur di Eisleben. Proprio ad Eisleben egli sviluppò il primo ordinamento scolastico e nel 1526 scrisse un catechismo in latino, seguito da uno in tedesco nel 1527. Successivamente operò come traduttore ed interprete della sacre scritture, ma soprattutto si dedicò alla raccolta dei proverbi tedeschi.
Agricola venne anche apprezzato come abile predicatore, e per questo accompagnò il principe elettore Giovanni di Sassonia ai Reichstag tenutisi rispettivamente a Spira nel 1526, di nuovo a Spira nel 1529 ed ancora ad Augusta nel 1530. In seguito lavorò alla Confessio Augustana, in cui furono formulati i precetti di base della chiesa evangelica luterana.
Quando nel 1527 iniziò a visitare le chiese del Kurkreis (circondario di Wittenberg), nell'Elettorato di Sassonia, affiorarono i primi contrasti con Martin Lutero e Filippo Melantone.
Quest'ultimo annotò in un suo carteggio, come gli impenitenti fossero spinti al rimorso per il timore della legge biblica. Questo scritto giunse nelle mani di Agricola che intervenne contro di esso e poté essere ricordato per questo soltanto da Lutero dopo la morte, giacché egli appoggiava Melantone, per non pregiudicare l'operazione di visita delle che Lutero medesimo aveva suggerito.
Nel 1535 Agricola rinunciò alla sua carica ad Eisleben a causa delle tensioni col signore locale, il conte Albrecht VII. von Mansfeld.
Si trasferì dunque a Witteberg colla famiglia e quivi trovò accoglienza nella casa di Lutero. A Wittenberg Agricola sostituiva Lutero durante le sue messe e le sue lezioni. Quando Lutero tornò da una seduta della Lega di Smalcalda, incominciò l'allontanamento vero e proprio di Agricola, da cui si distanziò in principio Johannes Bugenhagen. Nelle disputazioni successive il dissidio con Agricola inizialmente si conciliò, per poi tornare ad inasprirsi. Infine intervenne il giudice dell'elettorato e confinò la residenza di Agricola a Wittenberg. Agricola riconobbe che nella prosecuzione della disputa avrebbe potuto solo perdere e quindi mettere a rischio la propria famiglia. Egli dunque lasciò in segreto Wittenberg per esser reclutato dal principe elettore Gioacchino II di Brandeburgo.
A Berlino, nella nuova cattedrale costruita da quest'ultimo Agricola operò come predicatore e sovrintendente generale coll'incarico di istituire la chiesa evangelica di Brandeburgo. Malgrado la smentita scritta di Agricola nel 1541 non si verificò la riconciliazione personale con Lutero. Nel 1541 agricola prese parte alla Dieta imperiale di Ratisbona. Nel 1548 egli collaborò ad Augusta con Julius von Pflug, vescovo di Naumburg-Zeitz, e con Michael Helding, vescovo titolare di Sidone, in una commissione nominata da Carlo V d'Asburgo per elaborare un compromesso per l'ordinamento provvisorio del confronto religioso. Dato che in questo compromesso si rinunciò alle richieste dei protestanti, egli fu aspramente rimproverato da altri riformatori e ricevette lo scherno e la derisione dei Protestanti. Nella maggior parte delle accese controversie che afflissero il Luteranesimo, Agricola poté eliminare definitivamente nella marca l'influsso dei Filippisti a favore degli Gnesioluterani pochi anni prima della sua morte.
Agricola realizzò anche una raccolta di 300 proverbi tedeschi che apparve nel 1529. A questa prima raccolta ne seguì un'altra con altri 450 proverbi. Agricola poi unì entrambe le raccolte in un'unica opera dal titolo Sybenhundert und Funfftzig Teutscher Sprichwörter, verneuwert und gebessert ("Settecentocinquanta proverbi tedeschi, rinnovato e migliorato").
Morì nel 1566 durante un'epidemia di peste a Berlino.

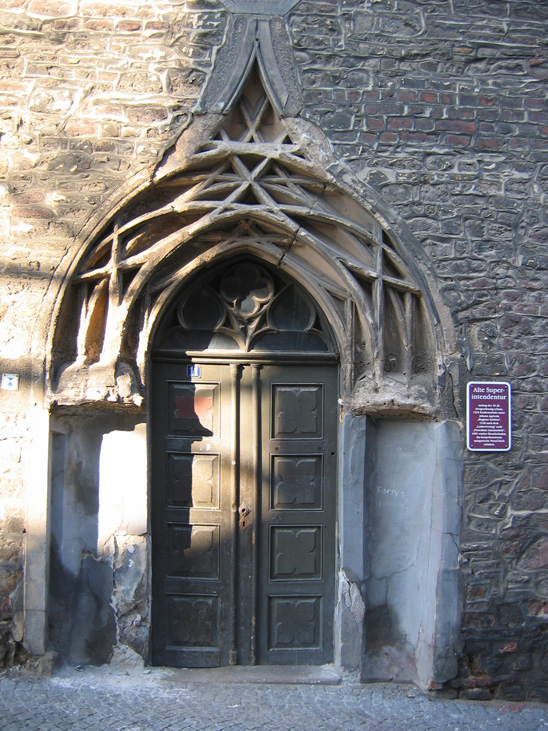
Porta della Superintendentur di Eisleben

## Genealogia
Nel 1520 Agricola sposò a Wittenberg Else Moshauer. Nel 1536 gli erano già nati nove figli, dei quali sono noti i nomi di Hans Albrecht, Philipp e Johannes Agricola Eisleben junior.

## Opere
- Agricola, Johannes: Drehundert gemener Sprickwörde, der wy Düdschen uns gebruken, unde doch nicht weten worher se kamen. Magdeburg 1528.
- Agricola, Johannes: Das ander teyl gemainer Tewtscher Sprichwörter, mit jhrer außlegung hat fünffthalb hundert newer Wörtter. Nürnberg 1530.
- Ich ruf zu dir, Herr Jesu Christ. (Evangelisches Gesangbuch 343)
  -  Band 1, 1686, su nbn-resolving.de.
  -  Band 2, 1686, su nbn-resolving.de.
  -  Band 3, 1686, su nbn-resolving.de.
- Scholia copiosa in therapeuticam methodum, id est, absolutissimam Claudij Galeni Pergameni curandi artem, Autore Ioan. Agricola, Medicinæ & Græcæ Linguæ profeßore. Cum preliminari epistola Des. Erasmi Rotero. Procudebat Philippus Ulhardus, marzo 1534.